# Ajjenahalli, Chiknayakanhalli
Ajjenahalli là một làng thuộc tehsil Chiknayakanhalli, huyện Tumkur, bang Karnataka, Ấn Độ.